# Colt AR-15
El Colt AR-15 es un fusil semiautomático ligero de 5,56 mm, accionado por gas y alimentado mediante cargador. Fue diseñado para ser fabricado con aleaciones de aluminio y plástico. Es una versión semiautomática del fusil M16 empleado por el Ejército de los Estados Unidos. La Colt's Manufacturing Company emplea la marca registrada AR-15 para su línea de fusiles semiautomáticos que son ofertados al mercado civil y policial.    

## Historia

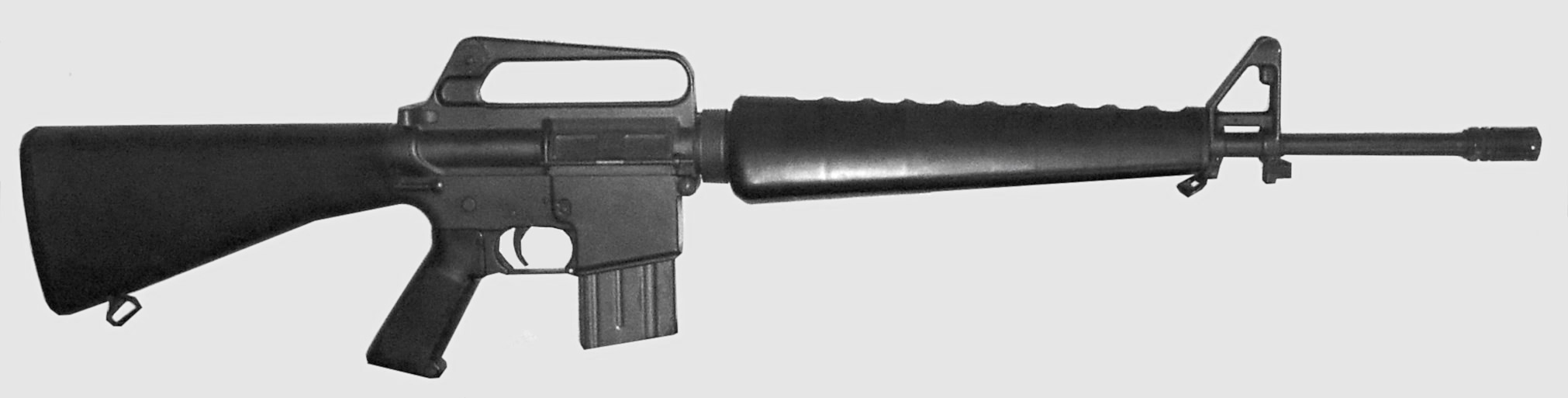
El fusil Colt AR-15 SP1 de 1973, con la mitad inferior del cajón de mecanismos "lisa" (sin el resalte alrededor del botón del retén del cargador) y el cargador Colt original de 20 cartuchos.

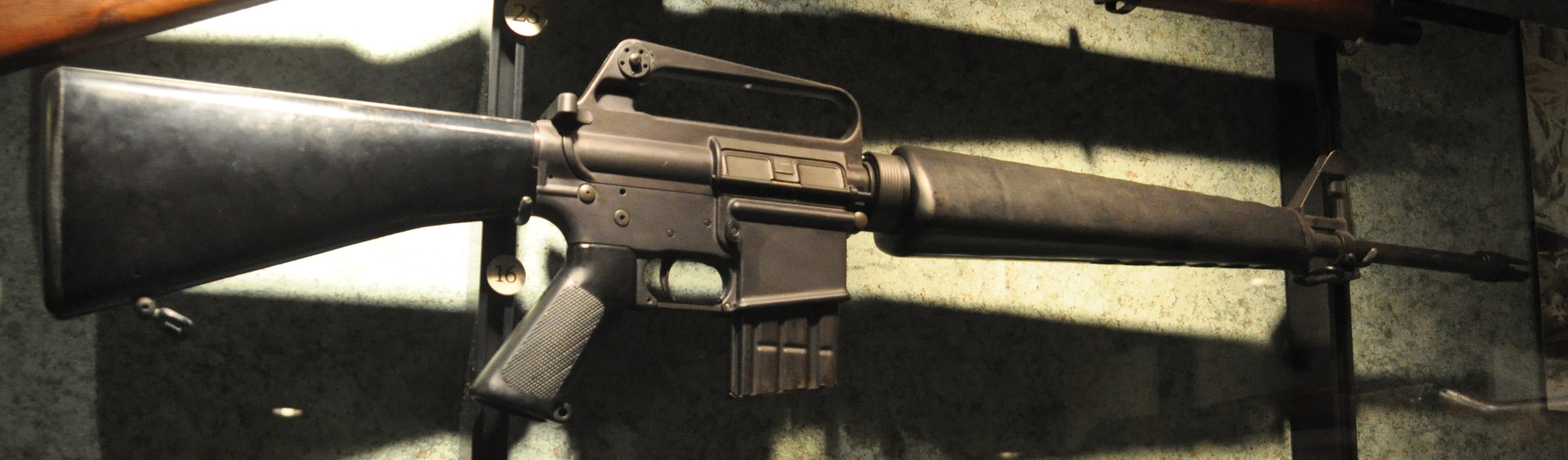
El Colt AR-15 del Museo Nacional de las Armas de fuego. Este ejemplar está equipado con el primigenio cargador cuadrillado de 20 cartuchos.

Debido a problemas financieros y limitaciones productivas, en 1959 la ArmaLite vendió la patente del diseño y la marca registrada del AR-15 junto al AR-10 a la Colt's Manufacturing Company. La Colt empezó a vender su versión semiautomática del fusil M16 con la designación Colt AR-15 en 1964. La primera versión producida en serie fue el Colt AR-15 Sporter, que disparaba el cartucho .223 Remington, tenía un cañón de 510 mm y venía con un cargador de 5 cartuchos. A través de las décadas, la Colt fabricó diversos modelos de fusiles y carabinas AR-15, entre estos los AR-15A2, AR-15A3, AR-15A4 y muchos otros.
Aunque la venta de nuevos fusiles Colt AR-15 estuvo prohibida por la Prohibición federal de armas de asalto desde 1994 hasta 2004, la Colt y otras empresas armeras continuaron vendiendo versiones que cumplían la ley durante este período.
En los Estados Unidos de América actualmente es el fusil semiautomático más comprado por civiles para su autodefensa como les permite la segunda enmienda de la constitución estadounidense, la mayoría son afiliados a la ANR. Con este modelo se perpetraron las masacres de Colorado y Connecticut suscitadas en julio y diciembre respectivamente del año 2012; después de esta masacre las ventas del fusil se dispararon exponencialmente como si fuese una compra de pánico. Esto puede explicarse por la probabilidad de que el gobierno estadounidense prohíba los fusiles semiautomáticos para la autodefensa de los civiles. También fue usado en la masacre de Orlando el 12 de junio de 2016, donde se registraron 49 muertos y 53 heridos y en la masacre de Las Vegas de 2017, la más mortífera de la historia estadounidense. Estas armas son también muy comunes en Latinoamérica principalmente en países con un índice alto de violencia como México,Colombia, Venezuela y Brasil. Estos rifles son muy usados por la  Policía Nacional Bolivariana y la GNB en Venezuela, ya que por el embargo estadounidense y las sanciones internacionales la escasez de armas en los cuarteles se hizo muy aguda, y ahora muchos cuarteles emplean fusiles AR-15 incautados a grupos criminales.

## Mecanismo operativo

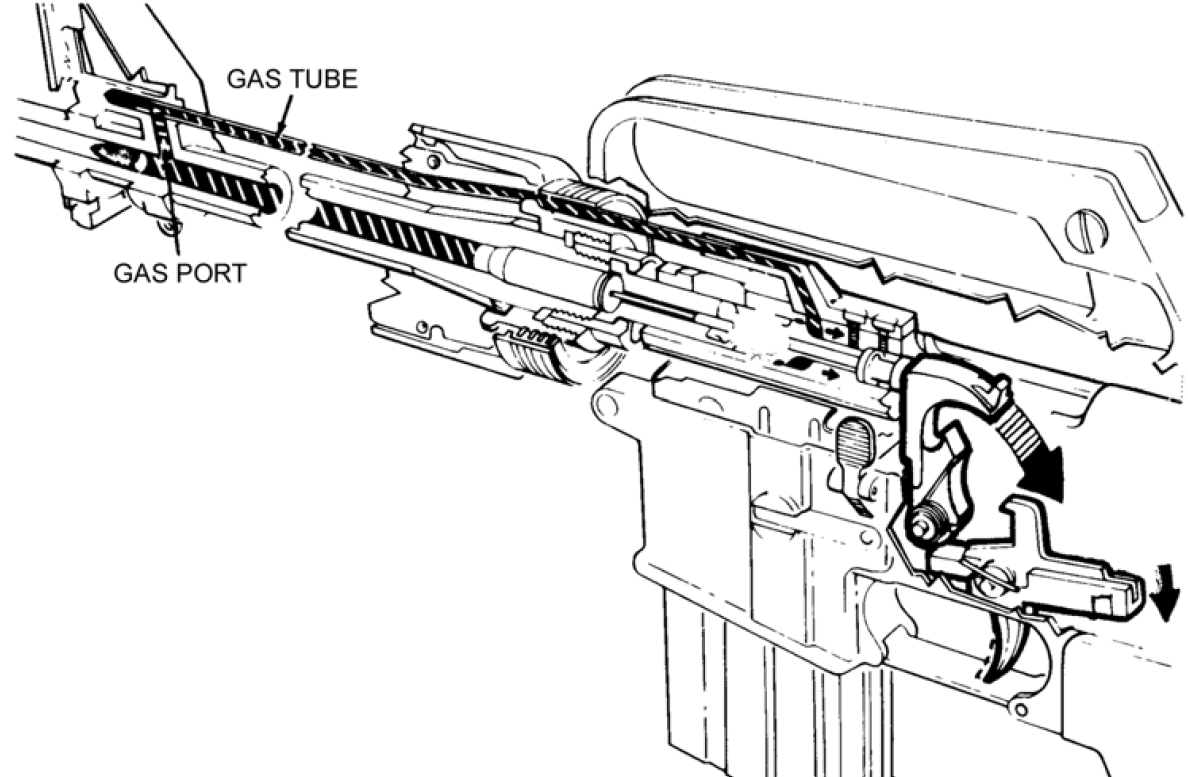
Diagrama de la secuencia de disparo de un fusil M16.

La Patente USPTO n.º 2951424 describe el mecanismo empleado en el AR-15 original. El portacerrojo actúa como un cilindro móvil y el cerrojo actúa como un pistón estacionario. Este mecanismo es llamado con frecuencia "recarga por empuje directo del gas", aunque se distingue de los anteriores sistemas de recarga accionada por gas. Eugene Stoner no consideraba al AR-15 como un fusil accionado por empuje directo del gas, pero así fue como acabó siendo descrito.
El gas es desviado desde el ánima del cañón mientras la bala pasa ante una portilla de gas situada sobre la base del punto de mira del fusil. El gas se expande dentro de la portilla y a través de un tubo situado sobre el cañón, que va desde la base del punto de mira hasta la mitad superior del cajón de mecanismos del AR-15. Aquí, el tubo de gas encaja en una "llave de gas" (llave del portacerrojo), que toma el gas y lo dirige hacia el portacerrojo.
En este punto, el cerrojo está fijado en la recámara del cañón a través de tetones de acerrojado, por lo que la fuerza del gas en expansión hará retroceder al portacerrojo una corta distancia. Mientras el portacerrojo se mueve en dirección a la culata del arma, el pasador de enganche del cerrojo, yendo en una ranula del portacerrojo, hace girar el cerrojo y lo desacopla de la recámara. Una vez que el cerrojo está completamente desacoplado, inicia su retroceso junto al portacerrojo. El movimiento hacia atrás del cerrojo extrae el casquillo vacío de la recámara. Tan pronto como el cuello del casquillo sale de la recámara, el eyector accionado por resorte del cerrojo lo arroja a través de la portilla de eyección en el lado derecho de la mitad superior del cajón de mecanismos.
Detrás del portacerrojo se encuentra un tope de plástico o de metal, que está alineado con el muelle recuperador. El muelle recuperador empieza a empujar al portacerrojo y el cerrojo hacia la recámara una vez que ha sido suficientemente comprimido. Un entalle fresado en la mitad superior del cajón de mecanismo guía al pasador de enganche del cerrojo y evita que este gire en posición cerrada. Los tetones de acerrojado del cerrojo empujan un nuevo cartucho desde el cargador mientras el cerrojo avanza. El cartucho es guiado hacia la recámara mediante rampas de alimentación. Mientras los tetones de acerrojado del cerrojo ingresan en la recámara, el pasador de enganche se tuerce en un bolsillo fresado en la mitad superior del cajón de mecanismos. Esta torsión sigue al entalle del portacerrojo y obliga a girar al cerrojo, fijándolo en la recámara.  

## Características

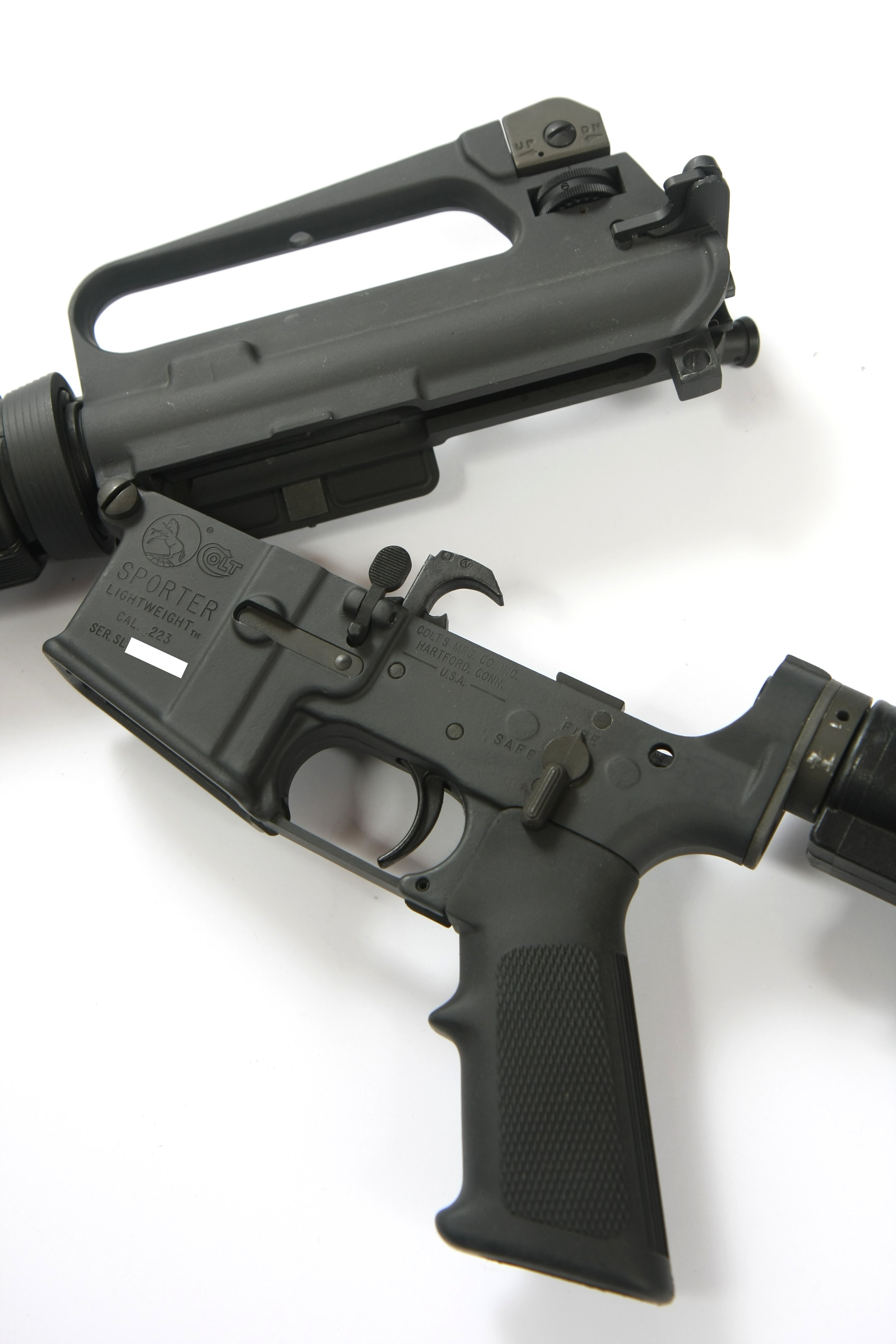
Un AR-15A2 con las mitades inferior y superior del cajón de mecanismos abiertas a través de la bisagra frontal

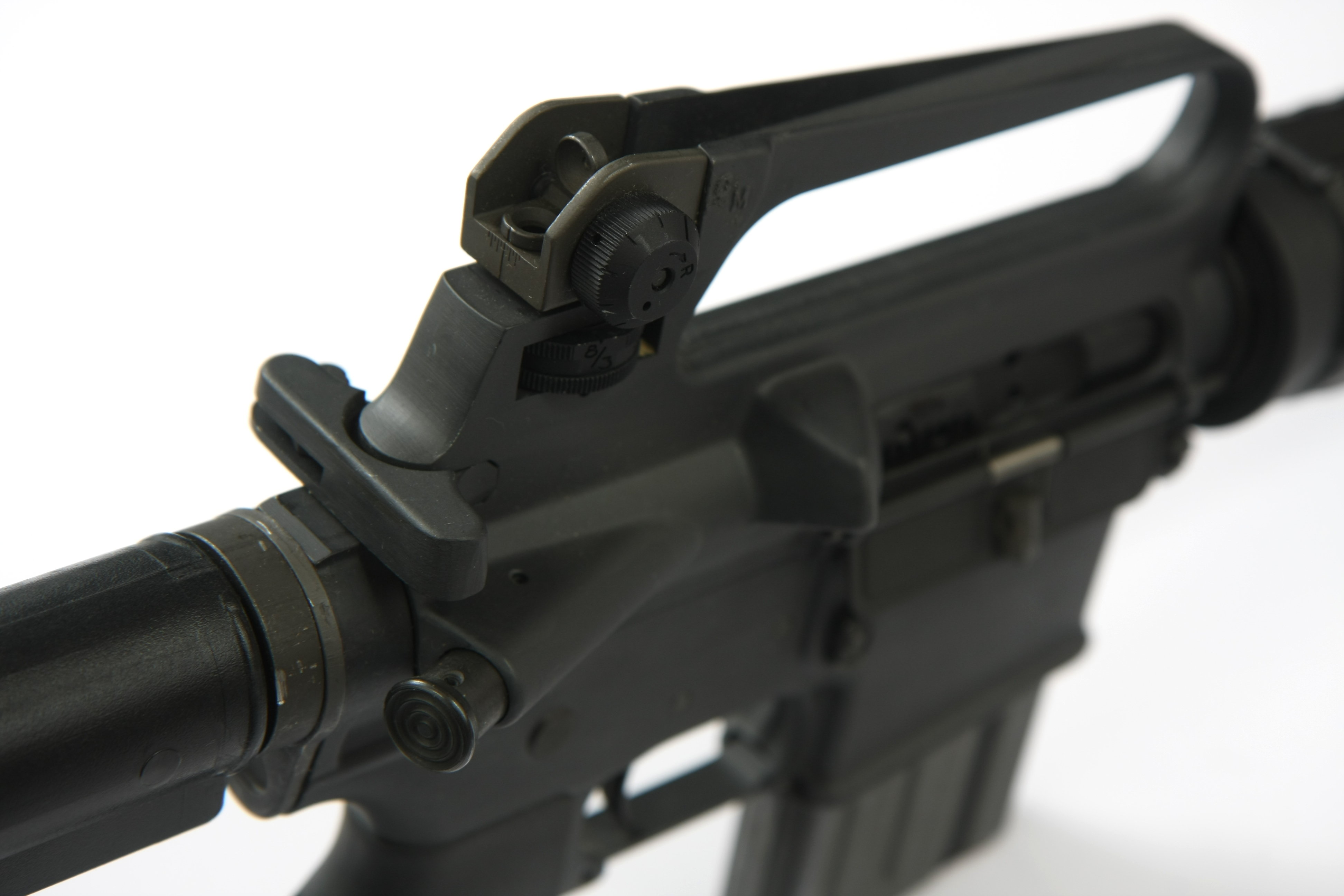
La característica ergonómica más distintiva del AR-15A2 es su asa de transporte con alza, situada sobre el cajón de mecanismos.

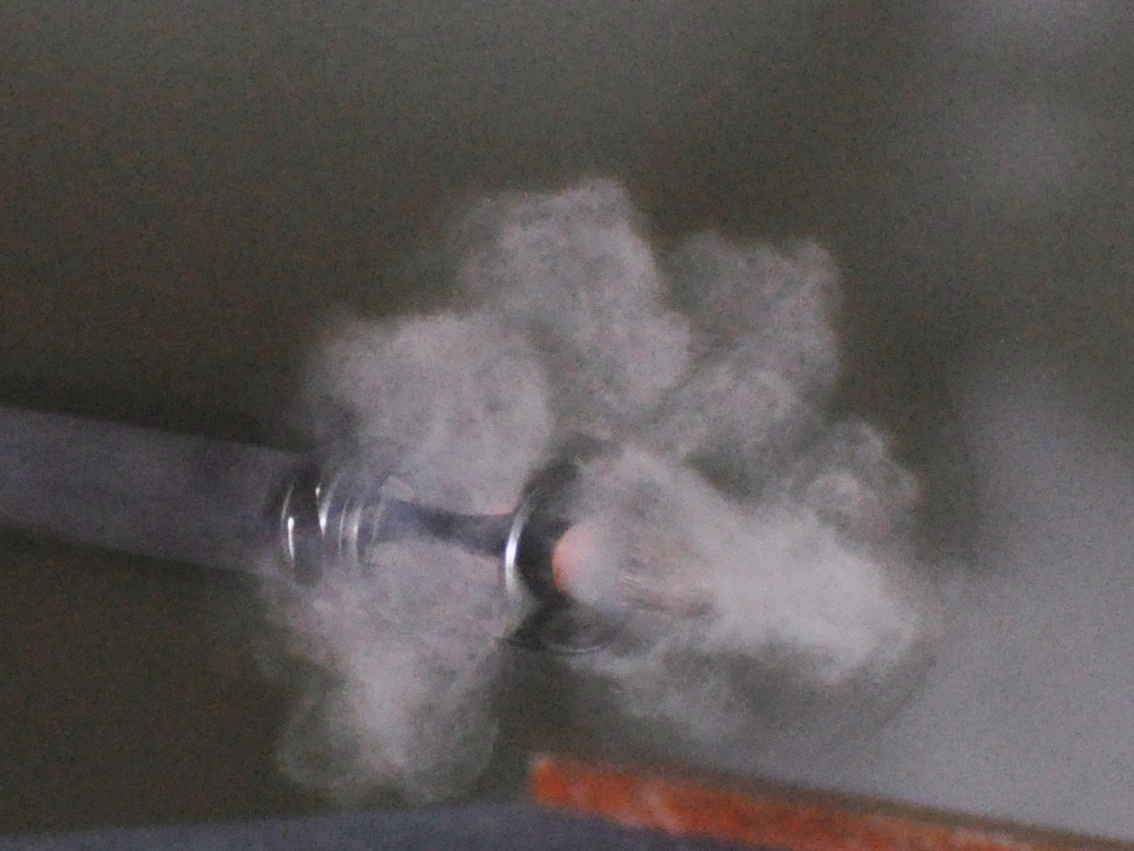
Bala saliendo de una bocacha apagallamas tipo A2.

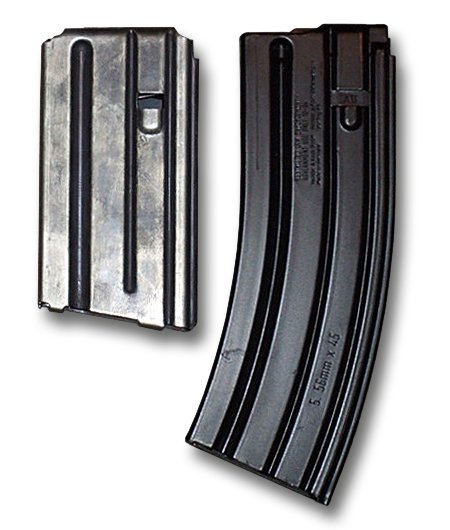
Dos cargadores STANAG: un cargador Colt de 20 cartuchos y un cargador Heckler & Koch "Alta Fiabilidad" de 30 cartuchos.

### Mitad superior del cajón de mecanismos
La mitad superior del cajón de mecanismos incorpora el guardamanos, la manija de carga, el botón de empuje frontal, el sistema de gas, el cañón, el cerrojo y el conjunto del portacerrojo. Los AR-15 tienen un diseño modular. Por lo que una mitad superior del cajón de mecanismos puede ser reemplazada por otra de forma rápida y simple. Estas están disponibles con cañones de distintos pesos, longitudes, calibres y sistemas de rieles para montar diversas miras telescópicas y accesorios. El AR-15 estándar tiene un cañón de 510 mm de largo. Pero también están disponibles cañones más cortos de 410 mm y cañones más largos de 610 mm para tiro al blanco.
Los primeros modelos tenían cañones con una tasa de rotación de 1:12 para los cartuchos .223 Remington originales que montaban balas de 3,6 g (55 granos). Los modelos actuales tienen cañones con tasas de rotación de 1:9 o 1:7 para el cartucho 5,56 x 45 OTAN que monta una bala de 4 g (62 granos).  

### Mitad inferior del cajón de mecanismos
La mitad inferior del cajón de mecanismos incorpora el brocal del cargador, el pistolete, la culata, el tope y el muelle recuperador. También contiene el gatillo, el fiador, el martillo y el seguro (conocidos como conjunto de control de disparo). Los fusiles emplean una culata fija, mientras que las carabinas generalmente emplean una culata telescópica ajustable.
Los primeros SR-15 SP-1 empleaban dos pasadores de .250" de diámetro en el cajón de mecanismo, idénticos a los empleados en el M16. En 1966, la compañía reemplazó el pasador frontal con una bisagra unida mediante un tornillo y una tuerca, empleando un pasador de .315" de diámetro para evitar que los usuarios puedan intercambiar los cajones de mecanismos con aquellos del M16 o de fusiles de la competencia sin usar un adaptador. La producción de fusiles que empleaban los pasadores estándar más pequeños se reinició a mediados de la década de 1990.

### Mecanismos de puntería
La característica ergonómica más distintiva del AR-15 es su asa de transporte con alza, ubicada sobre el cajón de mecanismos. Este es un subproducto del diseño original de la ArmaLite, donde el asa de transporte servía para proteger la manija de carga. Como la línea de puntería está a 63,5 mm sobre el cañón, el AR-15 tiene un problema inherente de paralaje. A corto alcance (usualmente 15-20 m), el tirador debe compensar apuntando alto para poder disparar. El AR-15 estándar tiene un radio de puntería de 500 m. El AR-15 tiene un alza abierta pivotante en L, que tiene dos ajustes:0 a 300 m y 300 a 400 m. El punto de mira es un poste ajustable en elevación. El alza puede ajustarse en acimut. Los mecanismos de puntería pueden ajustarse con la punta de una bala o con una herramienta puntiaguda. Al AR-15 también se le puede instalar una mira telescópica sobre el asa de transporte. Con la introducción del AR-15A2, se le añadió una nueva alza ajustable, que puede ajustarse para distancias entre 300 y 800 m, además de permitir ajustes en acimut sin necesidad de una herramienta o un cartucho. Las versiones actuales, tales como el AR-15A4, emplean rieles Picatinny que permiten el empleo de diversas miras telescópicas.

### Bocachas
Los Colt AR-15 con frecuencia tienen la boca del cañón roscada con 28 estrías de 1⁄2" para incorporar y emplear accesorios como bocacha apagallamas, silenciador o freno de boca. La bocacha apagallamas inicial, la "pico de pato", tenía tres segmentos y era proclive a romperse o enredarse en la vegetación. Este diseño fue modificado más tarde, cerrando su extremo para evitar este problema. Finalmente, en la versión A2 del fusil, la portilla inferior fue cerrada para reducir la elevación del cañón y evitar levantar polvo cuando el fusil era disparado en posición cuerpo a tierra. Por estos motivos, el Ejército estadounidense describió a esta bocacha apagallamas como un compensador, aunque es más usualmente conocida como "GI", "A2" o "jaula de pájaro". La bocacha apagallamas estándar del AR-15 es conforme con los requisitos dimensionales STANAG para lanzar granadas de 22 mm.

### Cargadores
El Colt AR-15 emplea los cargadores extraíbles de doble hilera STANAG de 20 o 30 cartuchos. También están disponibles cargadores de 5 o 10 cartuchos para cumplir las restricciones legales, para cacería, tiro al blanco o donde un cargador más grande no es adecuado.  

## Fusil tipo AR-15

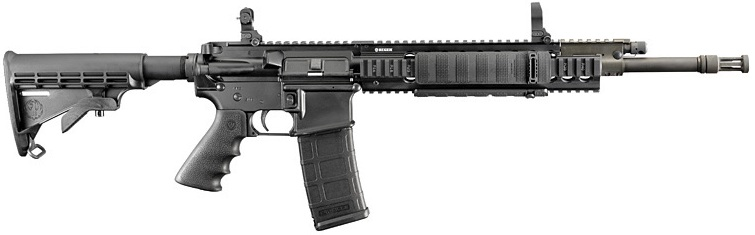
Un Ruger SR556, fusil de cacería basado en el Colt AR-15.

Después que las patentes de la Colt caducaran en 1977, otros fabricantes empezaron a copiar el diseño del Colt AR-15. Sin embargo, el término "AR-15" es una marca registrada de la Colt y esta empresa solamente emplea el término para referirse a su serie de fusiles semiautomáticos. Por lo tanto, otros fabricantes empezaron a publicitar sus AR-15 genéricos bajo distintas designaciones, aunque estos son frecuentemente mencionados como AR-15.
Los fusiles tipo AR-15 están disponibles en una amplia gama de configuraciones y calibres por parte de un gran número de fabricantes. Estas configuraciones van desde fusiles estándar con cañones de 510 mm, hasta carabinas con cañones de 410 mm, culatas telescópicas y miras ópticas, así como modelos para disparos a largo alcance con cañones de 610 mm, bípodes y miras telescópicas. Estos fusiles también pueden tener sistemas de gas con pistón de recorrido corto, en lugar del sistema de gas estándar de los fusiles AR-15. Entre los cartuchos que disparan figuran el 5,56 x 45 OTAN, el 5,7 x 28, el 6,8 mm Remington SPC, el .300 AAC Blackout, el 9 x 19 Parabellum y el .458 SOCOM.
En el mercado civil de armas estadounidense está disponible una amplia variedad de piezas de repuesto y accesorios para los fusiles tipo AR-15.

## Galería

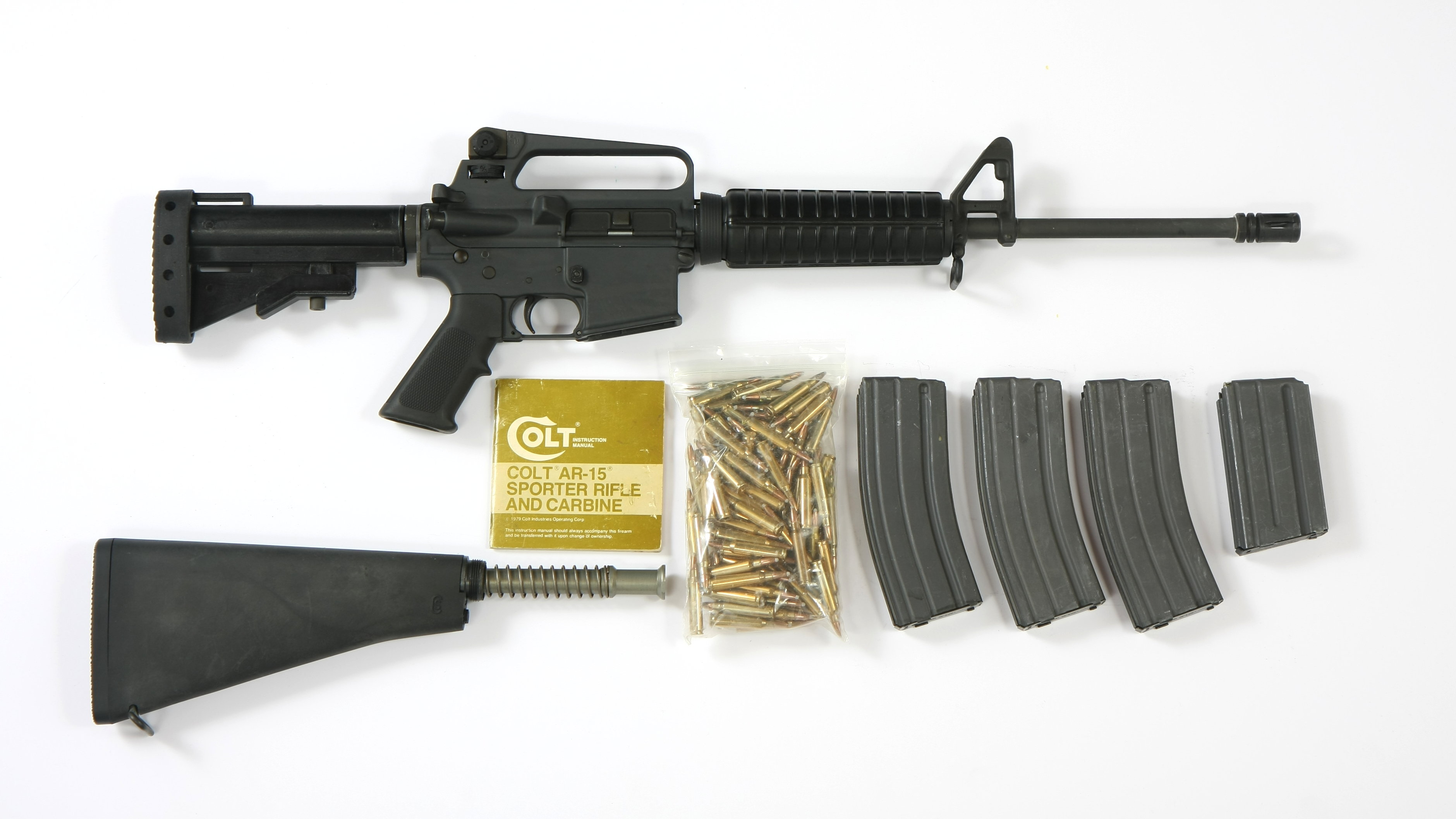
Juego completo de fusil AR-15A2 con manual, cartuchos 5,56 mm y cargadores.
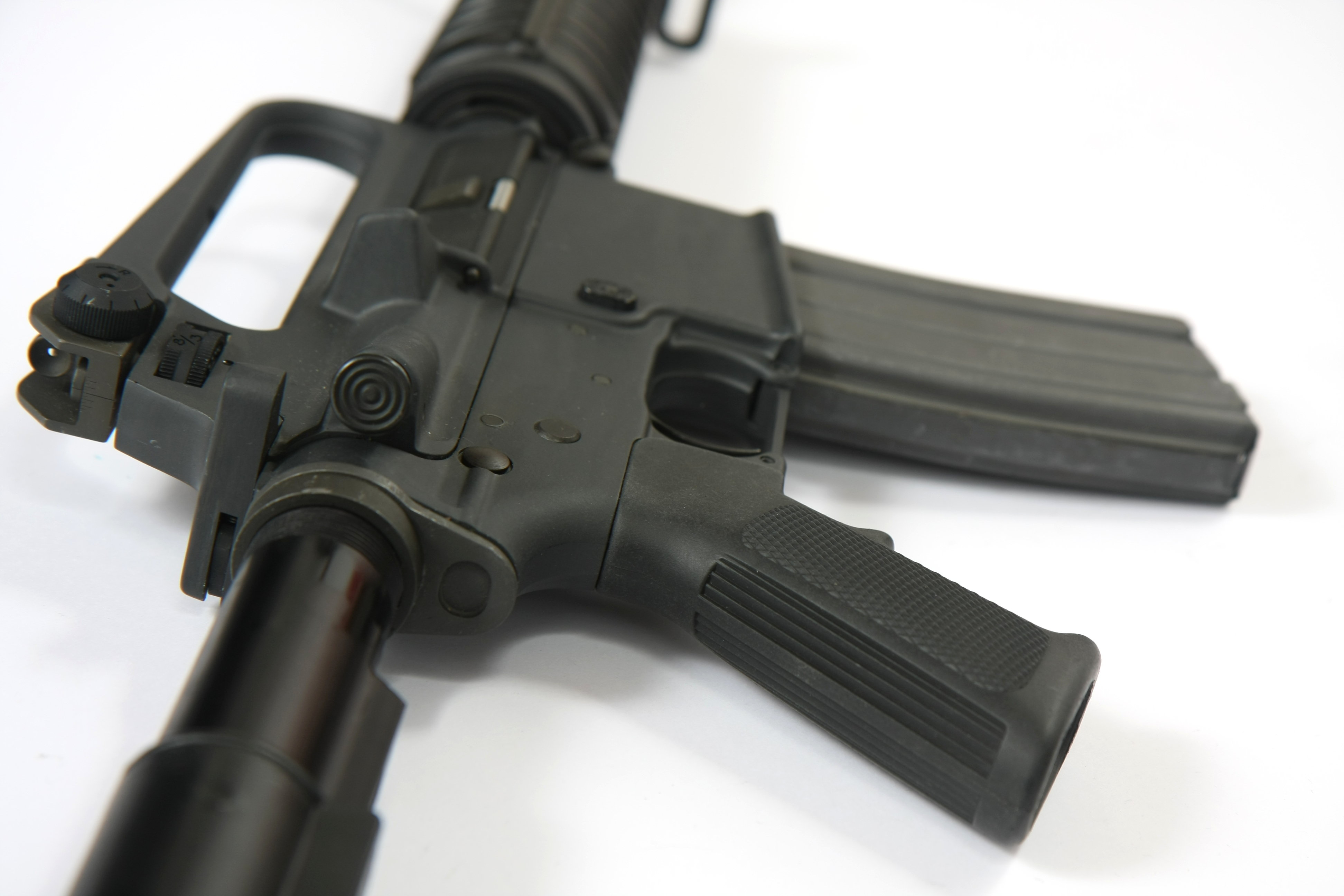
Acercamiento de la manija del cerrojo, el botón de empuje frontal, el deflector de casquillos, el botón del retén del cargador y la cubierta de polvo.
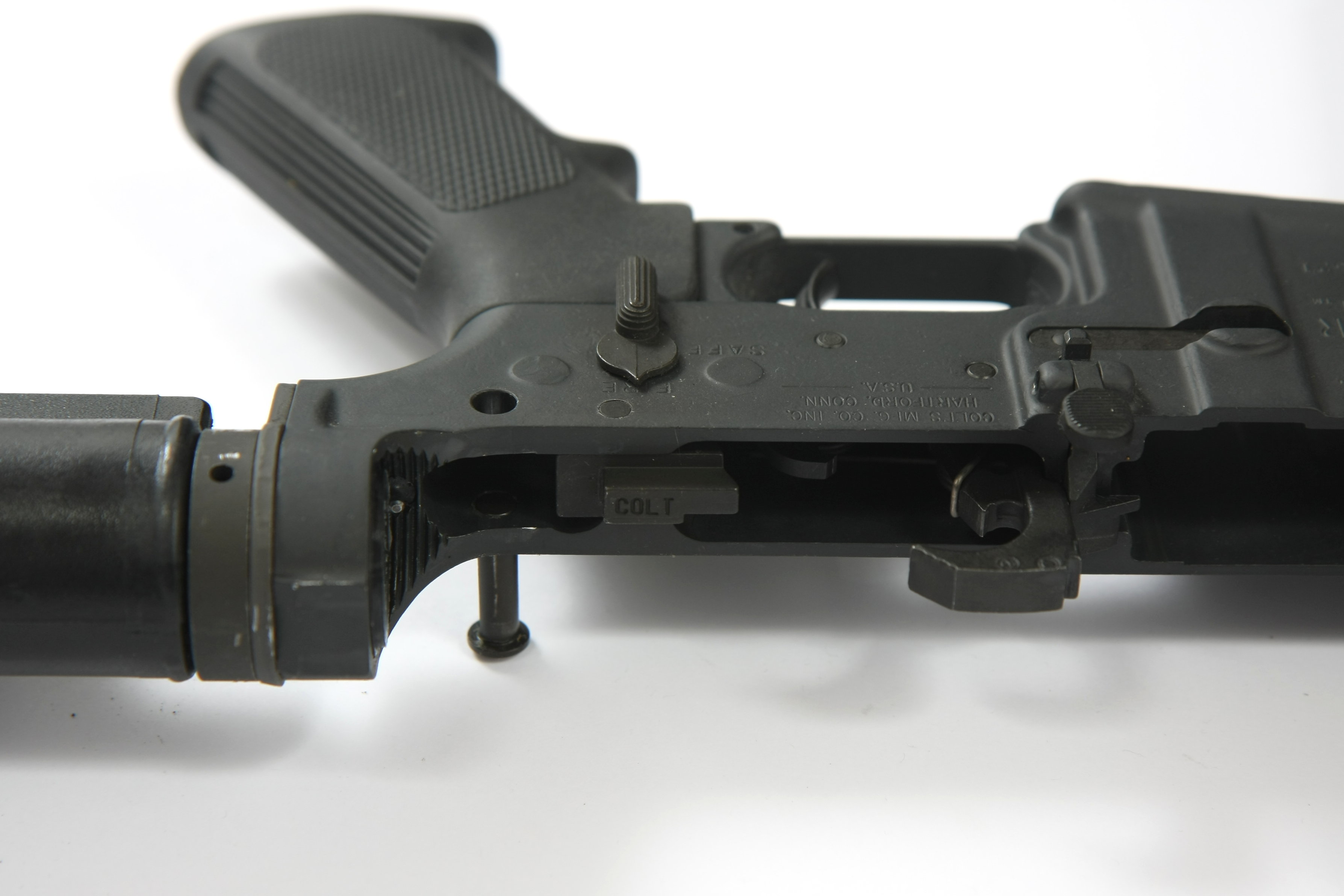
Acercamiento del conjunto de disparo, liberador del cerrojo y seguro del AR-15A2.
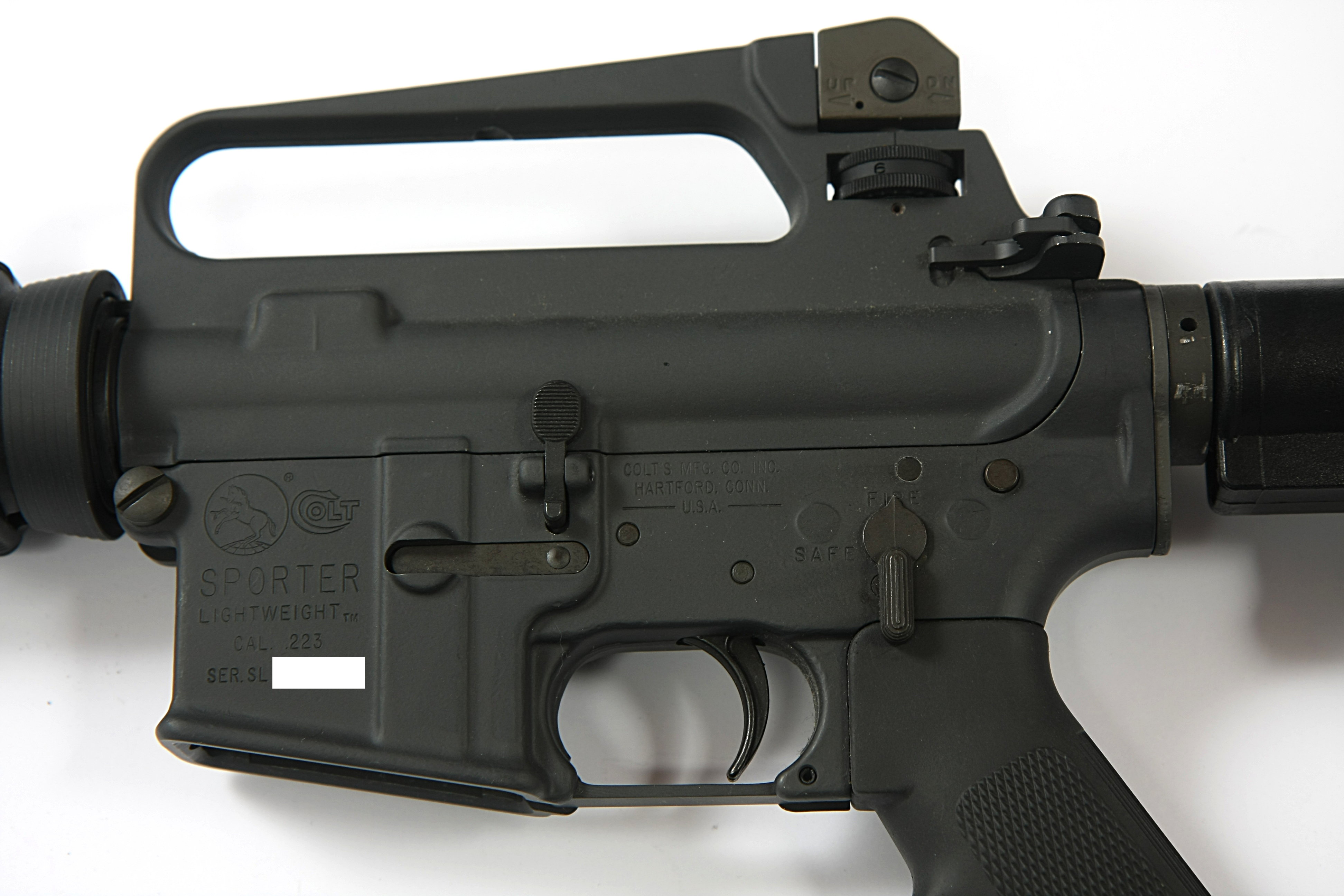
Seguro y liberador del cerrojo del AR-15A2.
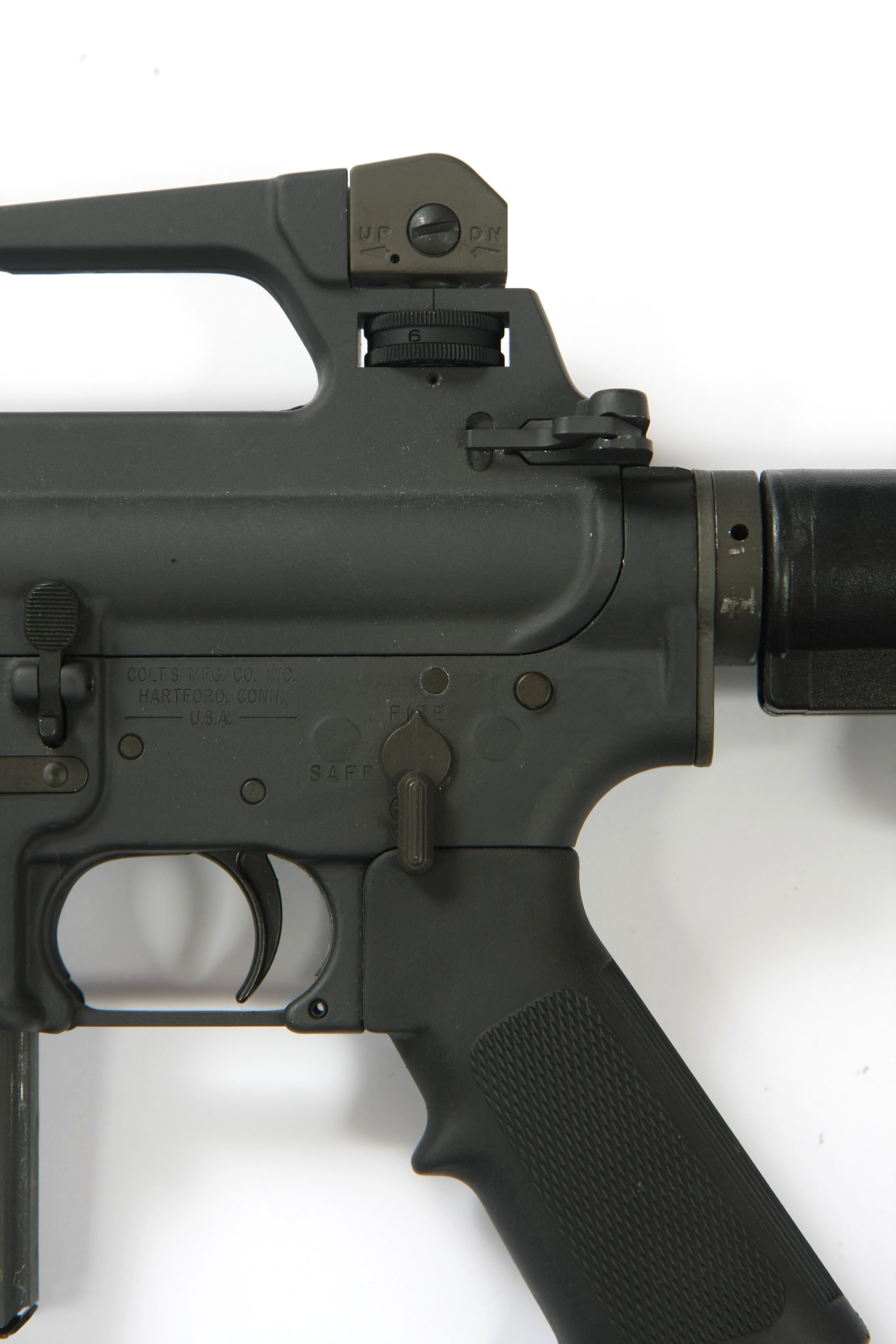
Seguro del AR-15A2 en posición de disparo.
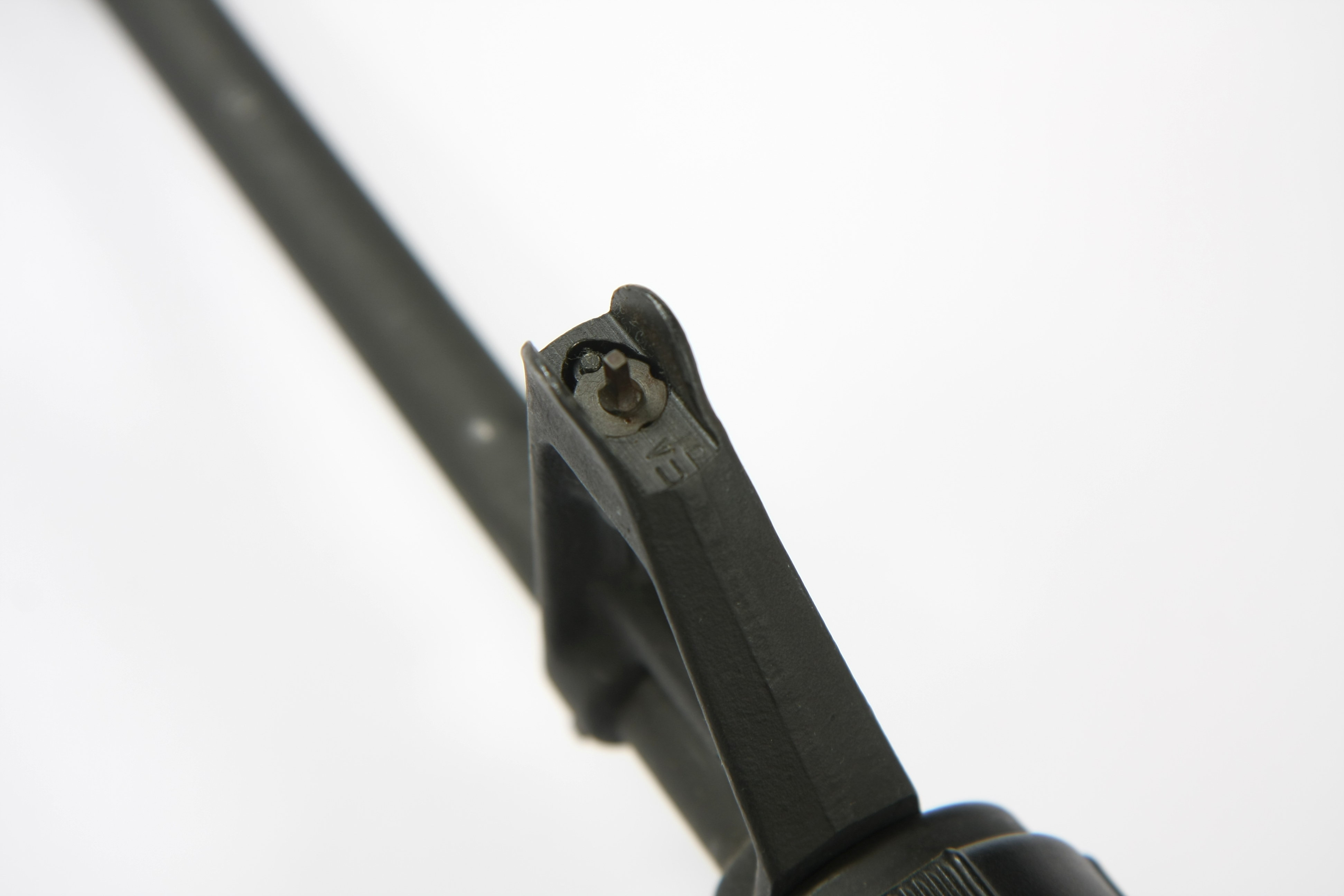
El punto de mira del AR-15A2.
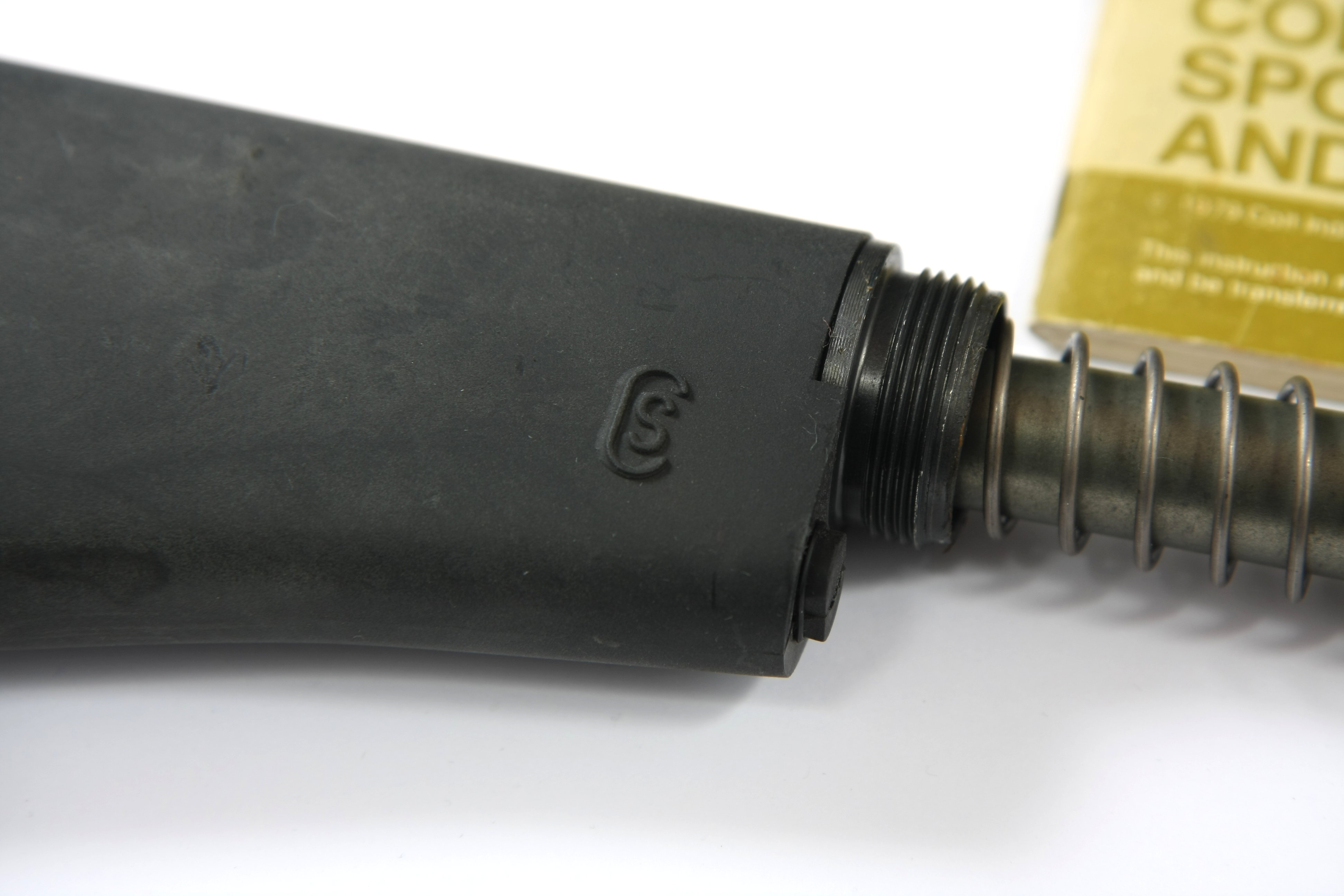
La culata del AR-15, mostrando el tope y el muelle recuperador.
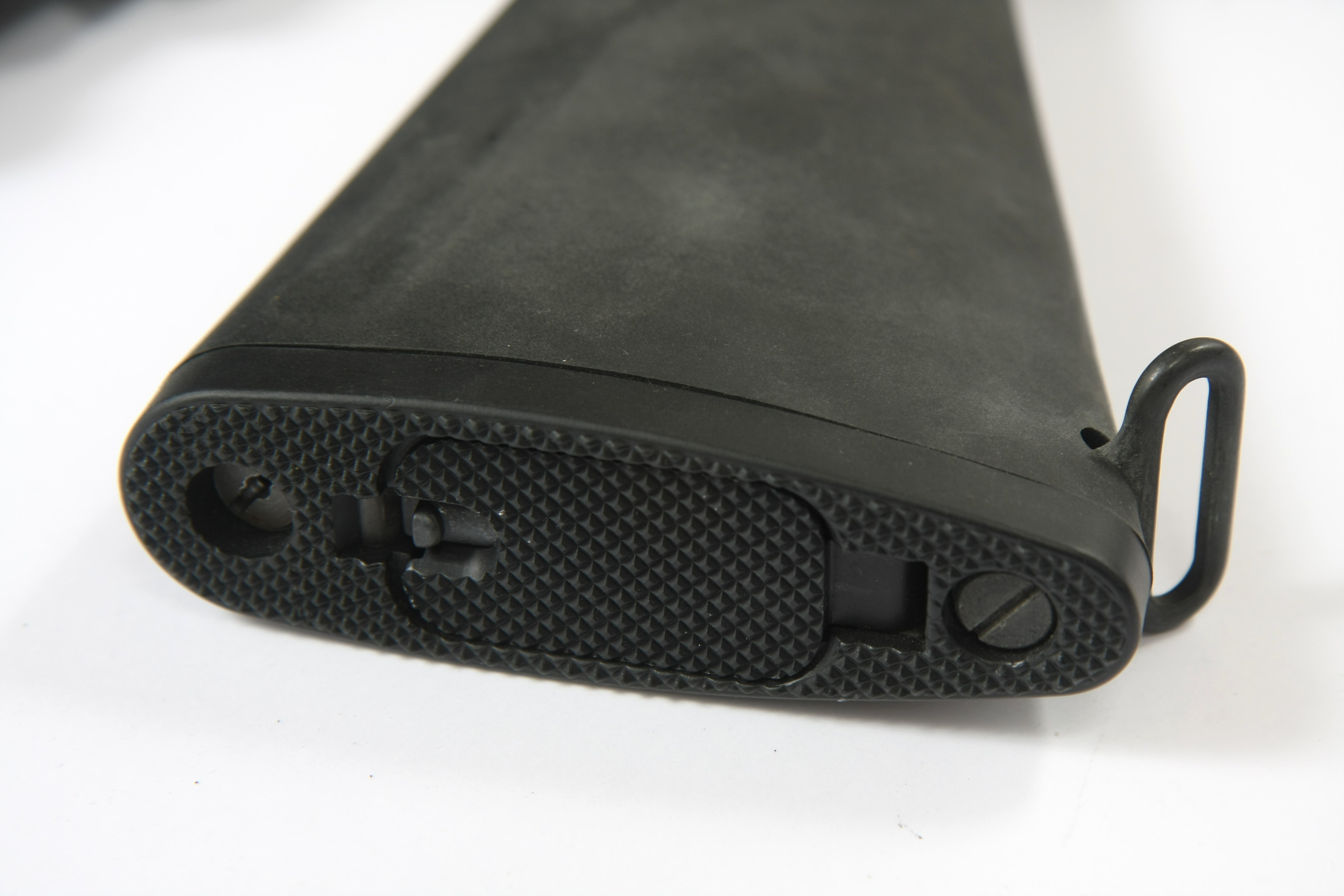
Acercamiento de la cantonera del AR-15, mostrando la puerta del compartimiento para el juego de limpieza.
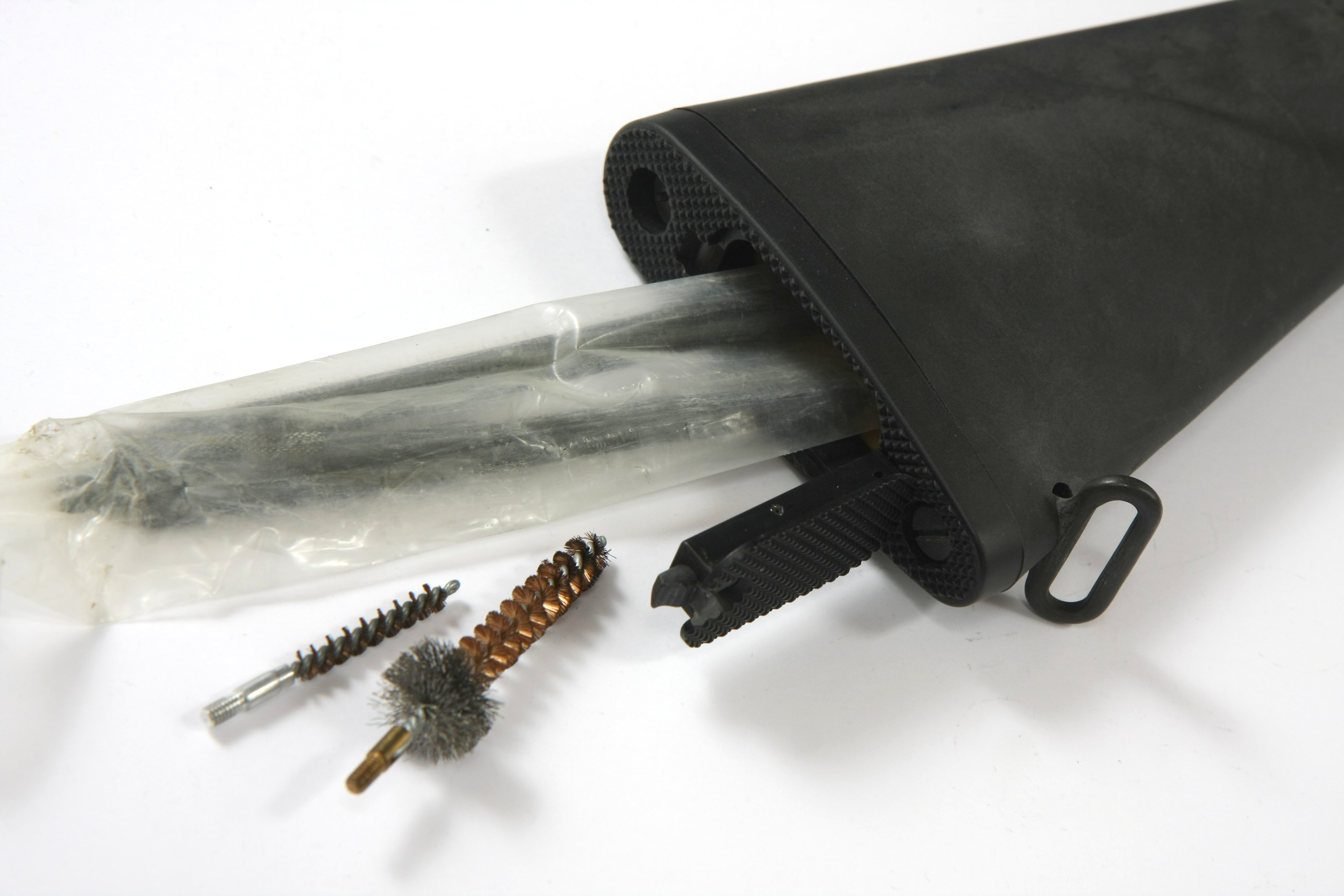
El juego de limpieza del AR-15 almacenado dentro de la culata.
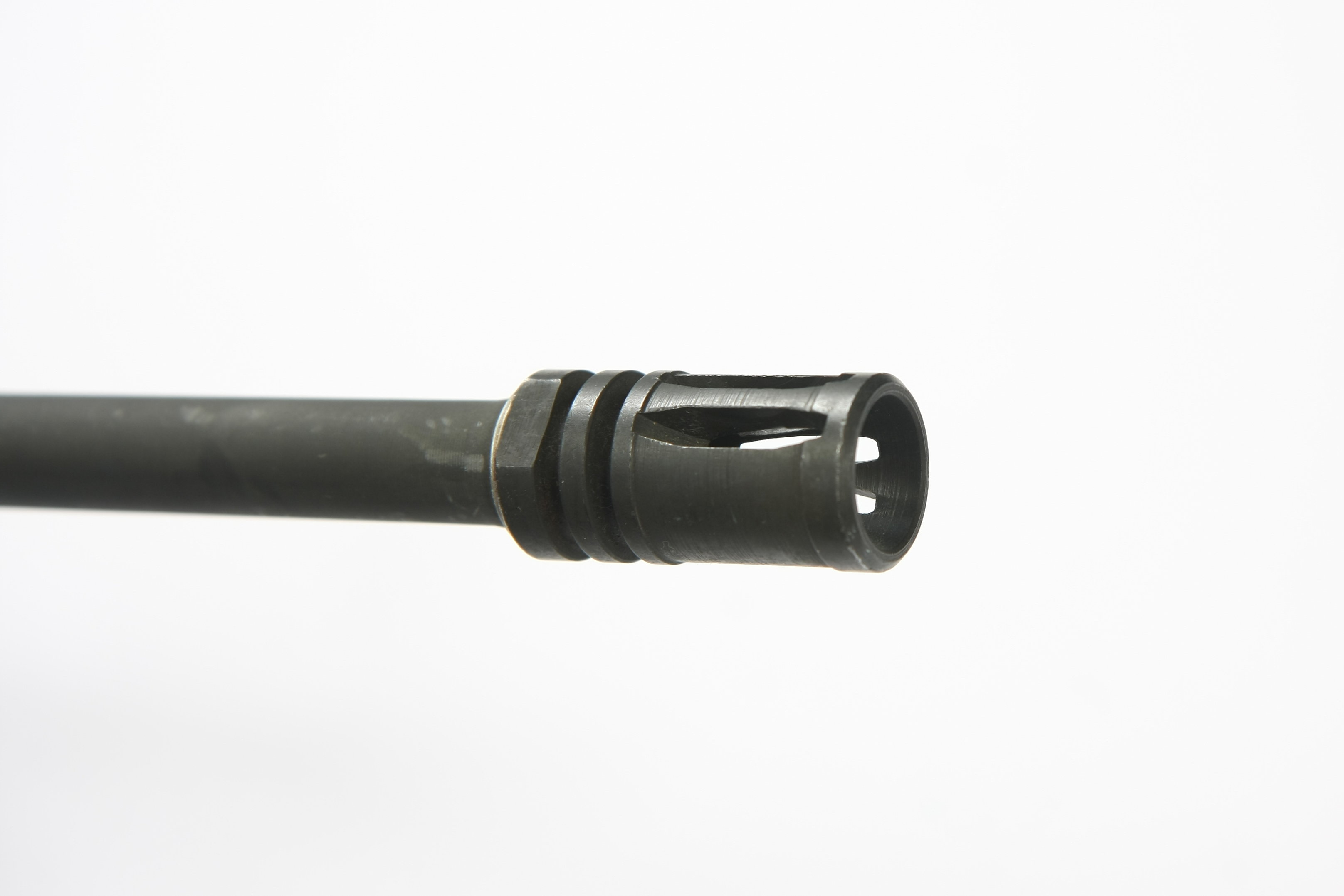
La bocacha apagallamas del AR-15A2.
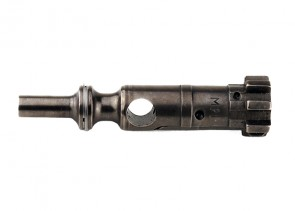
El cerrojo del AR-15.
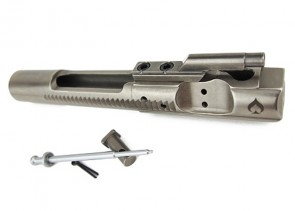
El portacerrojo, percutor, pasador de enganche y pasador de fijación del percutor del AR-15.